# Budoucnost organizací
Budoucnost organizací: Průvodce budováním organizací v 21. století na základě evoluce lidského uvažování (anglicky Reinventing Organizations: A Guide to Creating Organisations Inspired by the Next Stage of Human Consciousness) je kniha publikovaná v roce 2014, kterou napsal belgický autor Frédéric Laloux.
Kniha se zabývá analýzou různých paradigmat způsobu lidské spolupráce v průběhu historie. Zároveň představuje paradigma nové, které se, dle slov autora, momentálně vynořuje – tyrkysovou organizaci, která je postavena na třech pilířích: celistvosti, samořízení a evolučním účelu.